# Euoplos bairnsdale
Euoplos bairnsdale là một loài nhện trong họ Idiopidae.
Loài này thuộc chi Euoplos. Euoplos bairnsdale được Barbara York Main miêu tả năm 1995.